# Église Saint-Jacques-de-Villegoudou de Castres
L'église Saint-Jacques de Villegoudou de Castres est un édifice religieux catholique situé à Castres, dans le Tarn, en région Occitanie.
À quelques rues de cet édifice, on trouvait aussi le couvent des religieuses de Villegoudou.

## Histoire
Durant le Moyen Âge, la ville de Castres est un lieu de passage pour les pèlerins en route pour Saint-Jacques-de-Compostelle, mais en attire aussi de par la présence des reliques de saint Vincent de Saragosse (en ville depuis 855). L'église Saint-Jacques de Villegoudou tient donc son nom de l'ancien hôpital religieux destiné à l'accueil de ces pèlerins, qu'elle a remplacée. Construite à la fin du XIVe siècle, l'église fut détruite en 1567, destruction qui n'a laissé que le clocher. Après avoir été relevée, elle est immédiatement détruite dès 1574. Reconstruite en 1603, elle subit les affres des guerres de Religion, lorsqu'en 1621, Henri II de Rohan, duc de Rohan et puissant chef huguenot, s'en sert de carrière pour le renforcement des remparts de Castres,. Selon d'autres sources, l'église fut plutôt détruite en 1568, lors des guerres de Religion, par Louis Ier de Bourbon-Condé, prince de Condé et puissant chef huguenot, pour servir de carrière aux remparts de la ville. Il ne subsiste alors que le clocher. De 1623 à 1626, elle est relevée, puis remaniée au XVIIIe siècle. Elle aurait servi de réserve à salpêtre durant la Révolution française.  
L'église Saint-Jacques de Villegoudou est inscrite au titre de monument historique par arrêté du 12 août 1955. Cette inscription comprend aussi la maison en pans de bois attenante à l'église.

## Description
L'église Saint-Jacques est une église ogivale à clocher carré de style gothique méridional. Une flèche est ajoutée en 1754. La nef se compose de quatre travées voûtées d'arêtes sur doubleaux rectangulaires. L'abside est polygonale et voûtée en ogives. Le chœur de style baroque est côtoyé par une grande sacristie. Les voûtes sont peintes d'un décor étoilé. La tribune est portée par des colonnes de style ionique en marbre rouge. 

L'église est dotée de cinq tableaux de Charles-Joseph Natoire (Cycle de la vie de Saint-Jacques de 1760), d’œuvres de Joseph-Charles Valette ou de Le Sueur, ainsi que d'une fresque moderne de Nicolas Greschny. De nombreuses peintures proviennent aussi de la chartreuse de Saix, abbaye détruite à la Révolution. L'orgue du XVIIe siècle provient de l'église Notre-Dame de la Dalbade de Toulouse.

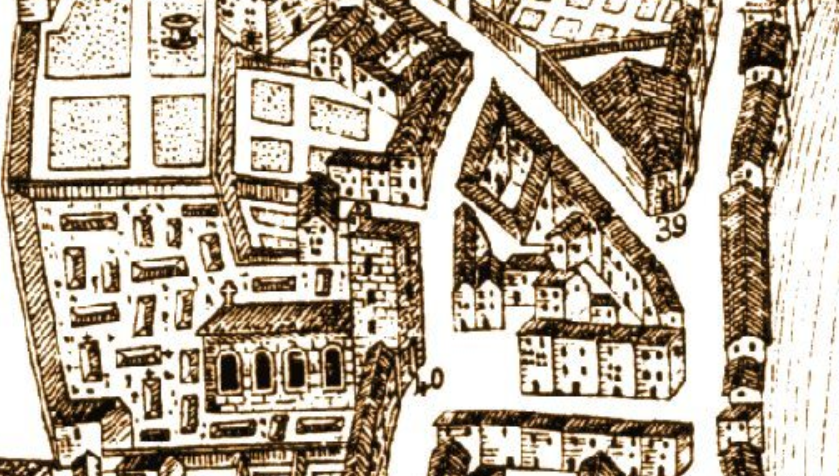
L'église de Villegoudou et son cimétière (n°40), ainsi que l'hôpital Saint-Jacques (n°39) en 1674
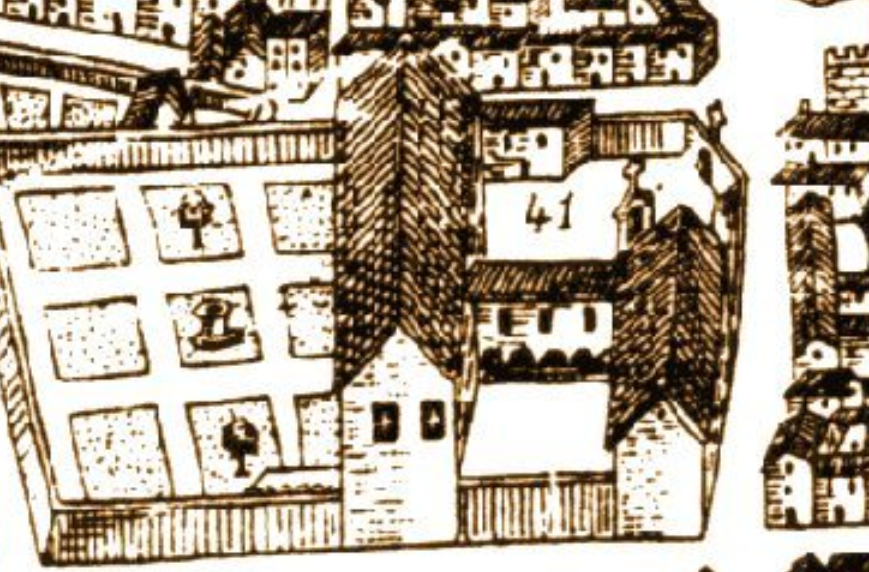
Le couvent des religieuses de Villegoudou (n°41) en 1674